# Per Steenberg
Per Steenberg, född 17 mars 1870 i Nedre Eiker, Norge, död 28 juni 1947 i Oslo, var en norsk organist och kompositör, mest känd för sin kyrkomusik.

## Biografi
Steenberg var utbildad vid Musikkonservatoriet i Oslo och utomlands (Leipzig, Berlin, Köpenhamn). Hemma var han organist i Vålerengens kyrka (1902-1927) och Markuskyrkan (1927-1940). Han undervisade i flera årtionden i vokalpolyfoni och kontrapunkt vid Musikkonservatoriet i Oslo samt vid Lärarseminariet och Blindskolan i Oslo. 
Steenbergs kompositioner är främst kyrkliga kantater och körmusik samt orgelmusik som preludier, fugor, orgelkoraler och liknande. En vistelse i Danmark förde honom samman med Thomas Laub och Steenberg förberedde där den oauktoriserade koralboken som publicerades 1947 som ett innovativt alternativ till den officiella koralboken från 1926 baserad på Ludvig Mathias Lindemans koralbok och redigerad av musikauktoriteterna Eyvind Alnæs, Ole Mörk Sandvik och Arild Sandvold. Steenbergs nya koralbok förespråkades av entusiaster som Ingar Nilsen och Asbjørn Hernes.

## Mest känd verk
- Koralbok. Melodier til Landstads reviderte salmebok og Nynorsk salmebok  (1947)
- Kirkekantate for blandet kor, solo og orgel (eller harmonium). Opus 5  (1913 )
- Liturgisk musikk til minnegudstjenester på 900-års-jubileet, 1930  (1930 )
- Graduale messebok for den norske kirke  (1925-58)
- Choral Concert: Grex Vocalis - LAURIDSEN, M. / DARKE, H. / VICTORIA, T.L. de / KIRKPATRICK, W. / GRUBER, F.X. / PALESTRINA, G.P.
- 3 koral-bearbeidelser, Opus 8  (1932)